# 배틀 스피리츠
배틀 스피리츠(バトルスピリッツ, Battle Spirits)는 반다이의 트레이딩 카드 게임이다. 2008년 9월에 발매. 카드다스 발매 20주년을 기념해 제작되었다. 각 미디어 작품(만화, 애니메이션 등)으로 전개되고 있다. 약칭은 「BS」, 「바트스피」.

## 개요
완구점, 카드게임 숍, 백화점의 완구 매장, 편의점, 및 카드다스 자판기에 의해 취급되고 있다. 주 된 타겟은 초등학교 고학년 남아. 게임 디자인 원안으로 매직 더 개더링의 제작에 종사한 마이클 엘리엇이 담당해, 매직 더 개더링의 시스템을 계승한다.
반다이 남코 계열인 선라이즈에 의한 애니메이션화나 소년 만화잡지와의 미디어 믹스 전개를 실시하고 있다. 카드 상품에 있어서의 목표 매상은 2010년 3월 말까지 매상 60억엔. 발매로부터 약 4개월의 기간에 카드의 누계 출하수가 1억매를 돌파하고 있다. 3년째에 돌입한 2011년 시점에서의 누계 출하 매수는 7억 5000만 매에 달한다.
배틀 스피리츠를 취급하는 카드다스 자판기에는, 위의 단과 아래의 단에도 배틀 스피리츠를 취급하는 자판기가 있다(이것을 공식으로 바토스피 타워라고 부르고 있다). 숍 배틀 등의 대회에 출장하면 카드 다스 클럽의 바토스피 멤버 사이트로 사용할 수 있는 바토스피 포인트를 획득할 수 있다. 덧붙여 포인트를 등록하려면 카드 다스 클럽에 회원 등록할 필요가 있다.

## 애니메이션
모두 건담 시리즈로 알려진 애니메이션 제작 회사 선라이즈와 나고야 TV 방송(메테레)의 제작에 의해, TV 아사히 계열(풀 넷 24국만)로 매주 일요일 7:00 ~ 7:30에 방송되고 있으며, 2015년 4월부터 2017년 3월까지 TV 도쿄 계열에서 방송되었다. 이후, TV 애니메이션 작품이 휴방되었다.
TV 아사히 계열
- 배틀 스피리츠 소년돌파 바신 (2008년 9월 7일 ~ 2009년 9월 6일)
- 배틀 스피리츠 소년격패 단 (2009년 9월 13일 ~ 2010년 9월 5일)
- 배틀 스피리츠 브레이브 (2010년 9월 12일 ~ 2011년 9월 11일)
- 배틀 스피리츠 히어로즈 (2011년 9월 18일 ~ 2012년 9월 2일)
- 배틀 스피리츠 소드 아이즈 (2012년 9월 9일 ~ 2013년 9월 15일)
- 최강은하 얼티밋 제로 ~배틀 스피리츠~ (2013년 9월 22일 ~ 2014년 9월 21일)

TV 도쿄 계열
- 배틀 스피리츠 버닝소울 (2015년 4월 1일 ~ 2016년 3월 30일)
- 배틀 스피리츠 더블 드라이브 (2016년 4월 6일 ~ 2017년 3월 29일)

웹 애니메이션
- 배틀 스피리츠 사가 브레이브 (2019년 6월 15일 ~ )
- 배틀 스피리츠 혁명의 갈레트 (2020년 8월 28일 ~ )

## 미디어 믹스
만화 코믹스
- 가도카와 쇼텐의 잡지인 케로 케로 에이스에서 애니메이션의 코미컬 라이즈와 정보를 배포하며, 만화를 연재하는 것을 포함해 프로모션 카드 등의 관련 장비(통칭 '케로케로 스타터')를 부록으로 붙이고 있었다.
- 영 에이스에서도 와타나베 토오루가 원작을 본따 이와 유사한 만화를 2009년 Vol.5호부터 2010년 12월호까지 연재하여 총 2권으로 여고 스피부의 일상을 그리고 있다.
- 2011년 이후 슈에이샤에서 발행되는 V 점프와 사이쿄 점프에서도 애니메이션의 코미컬 라이즈와 정보를 개재하고 있다.

컴퓨터 게임
- 배틀 스피리츠 휘석의 패자
- 배틀 스피리츠 히어로즈 소울
- 배틀 스피리츠 디지털 스타터